# 黒沢光義
黒沢 光義（くろさわ みつぎ、1967年8月29日 - ）は、日本の歌手、シンガーソングライター。

## 来歴
宮城県気仙沼市出身。宮城調理師専門学校卒業。
1989年11月、シングルCD『Try Again』で東芝EMI/EASTWORLDからデビュー。TBS系ドラマ田原俊彦主演『俺たちの時代』主題歌に使用され、最高順位：30位、登場回数：14週、25万枚のスマッシュヒットを記録。
1990年2月7日、アルバム『CUBISM』発売。最高順位：35位、登場回数：3週を記録。同時に全国8大都市ツアーを開始、最終公演は渋谷クワトロ。半年間マンスリーライブ（年6回公演）を敢行、全て売切に終わる。同年、東芝EMIより新人激励賞を受賞。その他、1995年までの間にシングル合計6枚をリリース（詳細後述）。
2016年7月、前作からおよそ21年振りにシングル『KAZUYA』を発売。
2021年10月13日発売の気仙沼東日本大震災10年復興記念事業CD（3枚組）『KESENNUMA SONGS〜復興の音魂〜10Years History』に畠山美由紀、熊谷育美、岡本優子、尾形和優、LAUGHIN' NOSEらと共に参加。

## 人物
音楽活動・芝居の傍ら、親交のあったミュージシャン・俳優のレコーディングに参加。一時帰休をするが活動再開。歌手活動に加えて、調理師免許を生かし、料理人として生計を立てる。
- 身長180cm、体重63kg
- 資格・免許：調理師免許/玉掛け技能作業者
- 趣味・特技：酒/ダーツ/サングラス収集
- 好きな言葉：夢と愛は無限大!

## ディスコグラフィー

### シングル
1. 『Try Again　c/w MARTINI EXPRESS』[1]（1989年11月1日、東芝EMI/EASTWORLD TODT-2446）
  - TBS系TVドラマ「俺たちの時代」主題歌
2. 『愛をさがそう　c/w INNOCENT BLUE』[5]（1990年6月20日、東芝EMI/EASTWORLD TODT-2529）
3. 『ワン・アンド・オンリー　c/w FLY 心をひらいて』[6]（1991年11月27日、東芝EMI/EASTWORLD TODT-2758）
  - ワン・アンド・オンリー - TBS系「所印の車はえらい」オープニング・テーマ
  - FLY 心をひらいて - 「日本ビジネス専門学校」CMソング
4. 『永遠に勇気さ -Yes, Chewing Enjoy　c/w Don't Mind』[7]（1992年1月22日、東芝EMI/EASTWORLD TODT-2783）
  - ロッテ「チューインガム」CMイメージソング
5. 『ALIVE　c/w SLOW DOWN』[8]（1993年5月25日、wea japan　WPDL-4347）
  - TBS系TV「世界・ふしぎ発見!」エンディング・テーマ
6. 『もっとセクシー　c/w actress』[9]（1995年9月25日、ONE UP MUSIC EPDA-15）
7. 『KAZUYA　c/w ミステリアスウーマン』[3]（2016年7月27日、STARMAN RECORDS STRD-0250）

### アルバム
『CUBISM』（1990年2月7日、東芝EMI/EASTWORLD TOCT-5644）
1. MARTINI EXPRESS
2. ガラスのクロコダイル
3. Try Again
4. モノクロの心
5. 彼女はACTRESS
6. "OVERHEAT"ノイローゼ
7. SHAKY NIGHT
8. Silly
9. Missing Rose
10. KO-KO-RO

## 出演作品
テレビドラマ
- TBS「ルージュの伝言」VOL.26『CHINESE SOUP』（1991年9月25日放送）

オリジナルビデオ
- 長谷部安春監督「ベイサイド・バイオレンス 群狼」（1991年、パック・イン・ビデオ）